# Hygophum hanseni
Hygophum hanseni är en fiskart som först beskrevs av Tåning 1932.  Hygophum hanseni ingår i släktet Hygophum och familjen prickfiskar. Inga underarter finns listade i Catalogue of Life.